# Bruno Lomas
Emilio Baldoví Menéndez (Játiva, 14 de junio de 1940 - Puebla de Farnals, 17 de agosto de 1990), conocido artísticamente como Bruno Lomas fue un cantante de rock and roll español.

## Trayectoria artística

### Los Milos
Emilio Baldoví Menéndez nació en la localidad valenciana de Játiva. Hijo de un alto mando del Ejército de Tierra español, Emilio pronto dejó los estudios de la Facultad de Derecho para dedicarse a su carrera artística como roquero. Junto con dos antiguos compañeros de colegio: Salvador Blesa (guitarra solista) y Vicente Castelló (guitarra acústica) formó a principios de los 60 su primer grupo al que pusieron de nombre Los Milos. Sus influencias estaban claras: el rock and roll que llegaba de los Estados Unidos junto a los cantantes italianos y franceses.
Los Milos se dieron a conocer al gran público gracias a ganar un festival de conjuntos organizado por el programa de Radio Valencia "En pos de la fama" de Juan Granell con la canción "Tintarella di luna". En esta época Salvador Blesa abandona la formación siendo sustituido por Pascual Olivas y coinciden en algunos ensayos con el gran compositor valenciano Raimon.
En agosto de 1960, Los Milos grabaron su primer disco con el sello discográfico Discophon, con el que publicaron 16 canciones en 4 EP. Entre ellos, destacan las versiones de "Be bop a Lula" de Gene Vincent, "Bailando conmigo" ("Dance with me Henry", de Etta James), "Zapatos de gamuza azul" ("Blue suede shoes" de Carl Perkins), Rave on de Buddy Holly o "Lucila" ("Lucille" de Little Richard).
Durante la Feria de Julio de Valencia, Los Milos tocaron junto al gran roquero francés Johnny Hallyday. Él y su mánager, Johnny Stark, se interesan por el grupo y les ofrecen la posibilidad de realizar unas actuaciones en Francia. Bruno Lomas acepta y prepara un viaje al país vecino para estudiar el terreno, dejando grabado antes de irse el quinto disco del grupo, aunque este ya saldría publicado en otra compañía, EMI.
Pero aquí empezaron los problemas de la banda. Primero, el resto del grupo prefirió quedarse en Valencia mientras su cantante viajaba a Francia y, posteriormente, Vicente Castelló encuentra problemas con el nombre del grupo, que había sido registrado por Discophon y opta por cambiarlo por el de los "Top Son". Esto molesta a Bruno a su regreso de la gira francesa, así que deja el grupo y forma uno nuevo, partiendo de algunos componentes de Los Diábolos, de Burjasot, adoptando el nombre de Las Estrellas de Fuego, que después serían renombrados como Bruno Lomas con Los Rockeros.

### Bruno y sus rockeros
La vida del nombre Las Estrellas de Fuego es muy corta. Bruno Lomas hace con ellos una sola actuación como debut del grupo cerca de Valencia: En Francia, en 1964, actúa en el Teatro Olympia de París, en un evento compartiendo cartel con Stevie Wonder, Dionne Warwick y The Shirelles. Allí el productor Johnny Stark le presenta al empresario y productor musical Bruno Coquatrix, quien sugiere al grupo el cambio de nombre por el de Bruno Lomas con Los Rockeros. Graban un único disco para el sello Barclay con dos temas ("Perfidia" y "Sí sí nena"). Siguen actuando por Francia, llegando a actuar en la fiesta que se celebró para anunciar el noviazgo de Johnny Hallyday con Sylvie Vartan.
Bruno y sus Rockeros vuelven a España y fichan por el sello EMI. Fue en aquel momento donde adopta su ficticio apellido de Lomas, inspirado en unas lomas que se encuentran entre Valencia y Bétera. En esta época que va desde principios de 1965 hasta 1966, graban diversos discos entre los que destaca las versiones de "Ahora sé", "Por ese amor", "Llanto" o versiones de "It's not unusual", de Tom Jones; "Memphis Tennessee", de Chuck Berry, y "I know a place", de Petula Clark. A pesar del éxito, EMI consideró mayores posibilidades de éxito si Bruno Lomas lanzaba su carrera en solitario, cosa que inició en 1966.

### Bruno Lomas como solista
La elección de Bruno Lomas le da una popularidad sin límites. Ya desde el principio, el Dúo Dinámico, al pertenecer a la misma casa discográfica, le ofrecen a Emilio defender una canción de ellos en el Festival de la Canción Mediterránea, "El mensaje", quedando en segundo lugar y consiguiendo el Premio de la Crítica. Al año siguiente participa de nuevo con otro tema del Dúo Dinámico, "Como ayer", que resulta vencedor.
A partir de ahí, se suceden los éxitos de Lomas. Tales como "Amor amargo", "Codo con codo" (del que luego se realizaría una película con él como protagonista) o "En el desván antiguo de mi abuela". En 1968 cambia de compañía discográfica, Discophon, sello con el que comenzara con Los Milos. Con esta discográfica graba el primer álbum grabado en directo del rock español, realizado en el Teatro Calderón de Barcelona.
En la década de los años 70, la popularidad de Bruno Lomas empieza a decaer debido al cambio de gustos musicales que sufría España. De esta forma, pone punto final a su carrera en 1979 con el último disco con Discophon. De esa época, vale recordar la canción, "Ven sin temor", la versión en español del hit "How do you do" de Mouth & MacNeal, que fue grabada en el año 1972  y tuvo repercusión internacional. Objeto de culto es el disco grabado en 1970 "Lo que a ti falta" "Yo soñé" y que contó con su conjunto: los guitarristas Jesús Velasco, Manuel García Peydró y el bajista Antonio Ibarra.
En la década de los años 80, actúa ocasionalmente en algunas ciudades de España. Obtiene algunos éxitos puntuales gracias a programas de Radio Nacional de España y en varios programas de televisión. Paralelamente a esto, enfoca sus últimos años a su afición a los coches deportivos. El 17 de agosto de 1990, con 50 años, se dirigía a dar un recital en el municipio valenciano de Liria cuando el automóvil que conducía chocó contra un camión estacionado sin luces en la autopista A-7, en el término municipal de Albuixech.
En 2021, Bruno Lomas es nombrado Hijo Adoptivo de Puebla de Farnals, localidad en la que vivió entre 1968 y 1990.

## Discografía

### Bruno y Los Milos
- 1960: Rock and roll en español «Teddy girl»/«Be-Bop-A-Lula»/«Baila el rock conmigo»/«Ciao, bella, ciao» (E.P. grabado para Discophon 17.087)
- 1961: Pitágoras «Pitágoras»/«Estoy chispa»/«Déjame cantar»/«Ya-ya» (E.P. grabado para Discophon 17.121)
- 1961: Zapatos de gamuza azul «Zapatos de gamuza azul»/«Lucila»/«Caravana»/«Baby blue» (E.P. grabado para Discophon 17.189)
- 1962: Madison Time «Madiso Time»/«Vueltas y más vueltas»/«Tentación»/«Fugutuva» (E.P. grabado para Discophon 27.122)

### Bruno y Los Rockeros
- 1965: «La casa del sol naciente»/«Ahora sé»/«Sí, sí, nena»/«Por ese amor» (E.P. grabado para Regal 19.432)
- 1965: «Llanto»/«No puedes comprarme»/«Perdóname, amigo»/«Say mama» (E.P. grabado para Regal 19.433)
- 1965: «Comprensión»/«Es posible»/«Memphis Tennessee»/«Es posible»/«Be-Bop-A-Lula» (E.P. grabado para Regal 19.445)
- 1965: «Carol»/«Melancolía»/«Verano llegó»/«Anoche la vi» (E.P. grabado para Regal 19.446)
- 1965: «I got a woman»/«Esta chica me va»/«En Navidad»/«No creeré en la amistad» (E.P. grabado para Regal 19.471)
- 1965: «El mensaje»/«¿A quién crees?» (sencillo grabado para Regal 69.006)

### Como solista
Discografía española (Sencillos/E.P.’s)
- 1965: «No es nada extraño»/«Dónde estarás»/«Sé de un lugar»/«Érase una vez» (E.P. grabado para Regal 19.470)
- 1966: «Amor, amargo»/«Mucho»/«Sí, sí, nena»/«Por ese amor» (E.P. grabado para Regal 69.012)
- 1966: «Ayer cumpliste los 16»/«Mi pueblecito, mi chica y yo»/«Corre, corre»/«Bambi» (E.P. grabado para Regal 19.502)
- 1966: «Lo equivocado»/«En tu ventana»/«Vendrás conmigo»/«Si sólo queda uno» (E.P. grabado para Regal 19.514)
- 1966: «Como ayer»/«Irresponsable»/«Dentro de mi vida»/«Yo sé que no volverás» (E.P. grabado para Regal 19.521)
- 1966: «Es mejor dejarlo como está»/«Eres mi chica soñada»/«Love me, please, love me»/«Nadie como tú» (E.P. grabado para Regal 19.527)
- 1967: «Codo con codo»/«Un hombre sin amor»/«Es muy difícil»/«Tú me añorarás» (E.P. grabado para Regal 19.543)
- 1967: «En el desván antiguo de mi abuela»/«El mundo de nuestro amor»/«Quiero»/«Siempre junto a ti» (E.P. grabado para Regal 19.560)
- 1968: «Vuelvo a casa»/«Por esa mujer»/«No es serio tu amor»/«Si no me quieres tú» (E.P. grabado para Regal 19.574)
- 1968: «La sombra de tu sonrisa»/«Llévame a la luna»/«Chica de Ipanema»/«Seis días» (E.P. grabado para Regal 19.580)
- 1968: «La mantilla»/«Haz lo que tengas ganas»/«Balada de Bonnie and Clyde»/«Un eterno amor» (E.P. promocional grabado para Discophon 27.540)
- 1968: «La mantilla»/«Haz lo que tengas ganas»/«Balada de Bonnie and Clyde»/«Un eterno amor» (E.P. grabado para Discophon 27.540)
- 1968: «Ya llega el verano»/«Bruno no llora por ti» (Sencillo grabado para Discophon S-5032)
- 1968: «El Día»/«Zapatos azules de gamuza» (Sencillo grabado para Discophon S-5034)
- 1968: «Per Sant Joan»/«Será així»/«Chica de Ipanema»/«Seis días» (E.P. grabado para Discophon S-5036)
- 1969: «El rock de Tony Carrera»/«Que seas feliz» (Sencillo grabado para Discophon S-5049)
- 1969: «Chico chica Boom»/«Nuestro momento» (Sencillo grabado para Discophon S-5068)
- 1969: «Adiós verano, adiós amor»/«Vuelve y olvida» (Sencillo grabado para Discophon S-5073)
- 1969: «No creas»/«Otra vez en la calle» (Sencillo grabado para Discophon S-5079)
- 1970: «Lo que a ti te falta»/«Yo soñé» (Sencillo grabado para Discophon S-5111)
- 1972: «Ven sin temor»/«Dame tu amor» (Sencillo grabado para Discophon S-5196)
- 1972: «Ven sin temor»/«Deja que te coja la mano» (Sencillo promocional grabado para Discophon)
- 1972: «Deja que te coja la mano»/«Sígueme si quieres» (Sencillo grabado para Discophon S-5222)
- 1973: «Be-Bop-A-Lula»/«Zapatos azules de gamuza» (Sencillo grabado para Discophon S-5231)
- 1973: «Venga el amor»/«Money is» (Sencillo grabado para Discophon S-5237)
- 1973: «Venga el amor»/«Venga el amor» (Sencillo promocional grabado para Discophon)
- 1973: «Soolaimon»/«Rock de la prisión» (Sencillo grabado para Discophon S-5252)
- 1974: «Mini, mini»/«Mini, mini» (Sencillo promocional grabado para Discophon S-5270)
- 1974: «Mini, mini»/«Jungle Hop» (Sencillo grabado para Discophon S-5270)
- 1974: «Baby rock’n’roller»/«Con amor» (Sencillo grabado para Discophon S-5280)
- 1975: «Rogaré»/«Vente conmigo» (Sencillo grabado para Discophon S-5301)
- 1975: «Quédate»/«Es mejor» (Sencillo grabado para Discophon S-5320)
- 1979: «Hielo»/«Tas-tas» (Sencillo grabado para Discophon S-5398)
- 1980: «Elena»/«Ahí va, cógelo» (Sencillo grabado para Levante L-7001)

Discografía española (L.P.’s)
- 1967: Bruno Lomas canta en directo (Grabado para Regal - LREG 8.069. Contiene los siguientes temas: «Be-Bop-A-Lula»/«Irresponsable»/«Love me, please, love me»/«Es muy difícil»/«Nadie como tú»/«Es mejor dejarlo como está»/«What they say»/«Eres mi chica soñada»/«Un hombre sin amor»/«Ayer cumpliste los 16»/«Como ayer»/«Me haces falta tú»).
- 1967: Bruno Lomas (Regal - LSX 3308. Contiene los siguientes temas: «Be-Bop-A-Lula»/«Irresponsable»/«Love me, please, love me»/«Es muy difícil»/«Nadie como tú»/«Es mejor dejarlo como está»/«What they say»/«Eres mi chica soñada»/«Un hombre sin amor»/«Ayer cumpliste los 16»/«Como ayer»/«Me haces falta tú»).
- 1968: Bruno Lomas (Grabado para Regal - LREG 8.069. Contiene los siguientes temas: «En el desván antiguo de mi abuela»/«Love me, please, love me»/«Codo con codo»/«La casa del sol naciente»/«Llanto»/«Comprensión»/«Melancolía»/«Como ayer»/«Amor amargo»/«¿A quién crees?»/«Es mejor dejarlo como está»/«Ayer cumpliste los 16»/«Lo equivocado»/«Irresponsable»).
- 1968: Cara y cruz de Bruno Lomas (Grabado para Regal - LSX 3.313. Contiene los siguientes temas: «Si no me quieres tú»/«Seis días»/«La sombra de tu sonrisa»/«¡Llama!»/«No es serio tu amor»/«Chica de Ipanema»/«Llévame a la luna»/«De aquel gran amor»/«Insensatez»/«No podré»/«Vuelvo a casa»/«Por esa mujer»).
- 1976: Bruno Lomas (Discophon - SC 2277. Contiene los siguientes temas: «Quédate»/«Baby rock'n roller»/«No me gusta dormir solo»/«Te busco»/«Es mejor»/«Soy libre»/«Vente conmigo»/«Rogaré»/«Regreso»/«Minnie, Minnie»/«Con amor»).

Discografía internacional
Argentina
- 1968: «En el desván antiguo de mi abuela»/«Como ayer» (Sencillo publicado por Pathé 10281)
- 1975: «Rogaré»/«Vente conmigo» (Sencillo publicado por Parnaso Records PS 286)
- 1976: «Quédate»/«Te busco» (Sencillo publicado por Parnaso Records PS 306)

Ecuador
- 1966: «Si, sí, nena»/«Por ese amor» (Sencillo promocional con Los Rockeros publicado por Odeon 45-87564)
- 1966: «Como ayer»/«Érase una vez» (Sencillo promocional publicado por Odeon 45-87652)
- 1966: «Como ayer»/«Érase una vez» (Sencillo publicado por Odeon 45-87652)
- 1966: «Amor amargo»/«Mucho» (Sencillo publicado por Odeon 45-87653)
- 1967: «Eres mi chica soñada»/«Love me, please, love me» (Sencillo publicado por Odeon 45-87716)
- 1967: Bruno Lomas canta en directo (L.P. publicado por Odeon - LP-12-19197. Contiene los siguientes temas: «Be-Bop-A-Lula»/«Irresponsable»/«Love me, please, love me»/«Es muy difícil»/«Nadie como tú»/«Es mejor dejarlo como está»/«What they say»/«Eres mi chica soñada»/«Un hombre sin amor»/«Ayer cumpliste los 16»/«Como ayer»/«Me haces falta tú»).

Estados Unidos
- 1966: «Como ayer»/«Yo sé que no volverás» (Sencillo publicado por Parnaso P 147)

Francia
- 1963: «Se se nena»/«Perfidia» (Sencillo publicado con Los Rockeros por Bel Air 121045)
- 1963: «Como ayer»/«Amor amargo»/«Yo sé que no volverás»/«Mucho» (E.P. publicado por Pathé EG 1062)

Grecia
- 1968: «El día»/«Haz lo que tengas ganas» (Sencillo publicado por CBS BA 301199)
- 1968: «Αν Μιά Μέρα (El día)»/«Κάνε Ότι Σου Αρέσει (Haz lo que tengas ganas)» (Sencillo publicado por CBS BA 301201)

Nicaragua
- Fecha desconocida: «Amor amargo»/«Mucho» (Sencillo grabado para Odeon 0-027)
- 1968: «Llévame a la luna»/«Seis días» (Sencillo grabado para Odeon 0-0312)

Portugal
- 1973: «Venga el amor»/«Money is» (Sencillo publicado por Roda Internacional RS 445 D)

Venezuela
- 1968: «Codo con codo»/«Un hombre sin amor» (Sencillo publicado por Odeon 70MT-153)
- Fecha desconocida: Bruno Lomas (Odeon - MT-1102. Contiene los siguientes temas: «Un hombre sin amor»/«Codo con codo»/«Es muy difícil»/«Tú me añorarás»/«Como ayer»/«Ayer cumpliste los 16»/«Love me, please, love me»/«Nadie como tú»/«Eres mi chica soñada»/«Es mejor dejarlo como está»/«Irresponsable»/«Lo equivocado»).

Recopilatorios
- 1985: Bruno Lomas Con Los Rockeros Vol. 1 (L.P. publicado por Alligator Records - 56.0034. Contiene los siguientes temas: «La casa del sol naciente»/«Ahora sé»/«Sí, sí nena»/«Por ese amor»/«Llanto»/«No puedo comprarme»/«Perdóname amigo»/«Soy mama»/«Comprensión»/«Es posible»/«Memphis Tennessee»/«Be-Bop-A-Lula»).
- 1986: Bruno Lomas Con Los Rockeros Vol. 2 (L.P. publicado por Alligator Records - 56.0342. Contiene los siguientes temas: «El mensaje»/«¿A quién crees?»/«Verano llegó»/«Anoche la vi»/«Carol»/«Melancolía»/«Se de un lugar»/«Érase una vez»/«No es nada extraño»/«¿Dónde estarás?»/«En Navidad»/«No creeré en la amistad»/«I got a woman»/«Esta chica me va»).
- 1989: Bruno Lomas Vol. 3 (L.P. publicado por El Cocodrilo JLA - 00.0084. Contiene los siguientes temas: «Ayer cumpliste los 16»/«Mi pueblecito, mi chica y yo»/«Corre, corre»/«Bambi»/«Mucho»/«Amor amargo»/«Como ayer»/«Irresponsable»/«Dentro de mi vida»/«Yo sé que no volverás»/«Lo equivocado»/«En tu ventana»/«Vendrás conmigo»/«Si sólo queda uno»).
- 1990: Bruno Lomas - 18 grandes éxitos (L.P. publicado por Perfil - 33.339. Contiene los siguientes temas: «Zapatos azules de gamuza»/«Rock de la cárcel»/«Dame tu amor»/«Rogaré»/«Con amor»/«Quédate»/«Quédate»/«Es mejor»/«Be-Bop-A-Lula»/«Chico chica Boom»/«Venga el amor»/«Balada de Bonnie And Clyde»/«Soy libre»/«Adiós verano, adiós amor»/«Que seas feliz»/«Nuestro momento»/«Un amor eterno»/«Jungle Hop»/«Una noche de verano»).
- 1990: Bruno Lomas - 1940-1990 (C.D. publicado por EMI 7954572. Contiene los siguientes temas: «Como ayer»/«Be-Bop-A-/Lula»/«Melancolía»/«Corre, corre»/«En el desván antiguo de mi abuela»/«Seis días»/«Codo con codo»/«Perdóname amigo»/«Memphis Tennessee»/«Comprensión»/«Es mejor dejarlo como está»/«Ayer cumpliste los 16»/«No es nada extraño»/«Lo equivocado»/«Carol»/«El mensaje»/«Érase una vez»/«Irresponsable»/«Eres mi chica soñada»/«la casa del sol naciente»/«Si, si nena»/«Llévame a la luna»/«Amor amargo»/«No es serio tu amor»/«Vendrás conmigo»).

Discografía póstuma
- 1991: Bruno Lomas - Rogaré (L.P. publicado por Discophon - SC 2277. Contiene los siguientes temas: «Quédate»/«Baby rock'n roller»/«No me gusta dormir solo»/«Te busco»/«Es mejor»/«Soy libre»/«Vente conmigo»/«Rogaré»/«Regreso»/«Minnie, Minnie»/«Con amor»).
- 1995: Bruno Lomas Canta en directo (L.P. publicado por El Cocodrilo Records - JLA-00.0098. Contiene los siguientes temas: «Presentación»/«Be-Bop-A-Lula»/«Irresponsable»/«Love me, please, love me»/«Es muy difícil»/«Nadie como tú»/«Es mejor dejarlo como está»/«What they say»/«Eres mi chica soñada»/«Un hombre sin amor»/«Ayer cumpliste los 16»/«Como ayer»/«Me haces falta tú»/«Despedida»).
- 1996: Bruno Lomas (L.P. publicado por EMI Gold - 7243 8 54287 2 2. Contiene los siguientes temas: «En el desván antiguo de mi abuela»/«Love me, please, love me»/«Codo con codo»/«La casa del sol naciente»/«Llanto»/«Comprensión»/«Melancolía»/«Como ayer»/«Amor amargo»/«¿A quién crees?»/«Es mejor dejarlo como está»/«Ayer cumpliste los 16»/«Irresponsable»).
- 2020: Bruno Lomas - En directo en Jácara en 1990... Su último concierto (L.P. publicado por Discos Cada - JLA-00-0103. Contiene los siguientes temas: «Presentación - Deja que te coja la mano»/«Be-Bop-A-Lula»/«Rock de la cárcel»/«Melancolía»/«Zapatos azules de gamuza»/«What'd I say»/«Stand by me (Rogaré)»/«Tutti frutti - Despedida»).
- 2022: Bruno Lomas - En directo (C.D. publicado por Rama Lama - RM56352. Contiene los siguientes temas: «Rock de la cárcel»/«Zapatos azules de gamuza»/«Be-Bop-A-Lula»/«Deja que te coja la mano»/«Jungle Hop»/«Summertime blues»/«Soolaimon»/«Venga el amor»/«Ven sin temor»/«Money is»/«El día (Cantada en griego)»/«Haz lo que tengas ganas (Cantada en griego»)/«El rock de la cárcel (Improvisación con Juan Bau»/«Ayer cumpliste los 16»/«Lo equivocado»/«Como ayer»).

## Filmografía
- Codo con codo (1967) Dir: Víctor Auz
- Chico, chica, ¡boom! (1969) Dir: Juan Bosch